# Estádio Sant'Elia
O Estádio Sant'Elia é um estádio localizado em Cagliari, na Itália. É a casa do time de futebol Cagliari Calcio.
Inaugurado em 1970, chegou a ter capacidade para 40.177 torcedores na Copa do Mundo de 1990. Atualmente pode receber 16.000 torcedores.
Hoje em dia são instaladas arquibancadas metálicas sobre a pista de atletismo visando aproximar a torcida do campo.